# Hadena purpurea
Hadena purpurea is een vlinder uit de familie van de uilen (Noctuidae). De wetenschappelijke naam van de soort is voor het eerst geldig gepubliceerd in 1910 door Barnes & McDunnough.